# 1403 Idelsonia
Az 1403 Idelsonia (ideiglenes jelöléssel 1936 QA) a Naprendszer kisbolygóövében található aszteroida. Grigorij Neujmin fedezte fel 1936. augusztus 13-án.